# 川久保玲
川久保 玲（かわくぼ れい、1942年10月11日 - ）は、日本のファッションデザイナー、実業家。ファッションブランド「コム・デ・ギャルソン」創始者で、株式会社コムデギャルソン設立から現在まで代表取締役社長を務めるオーナーデザイナー。

## 経歴

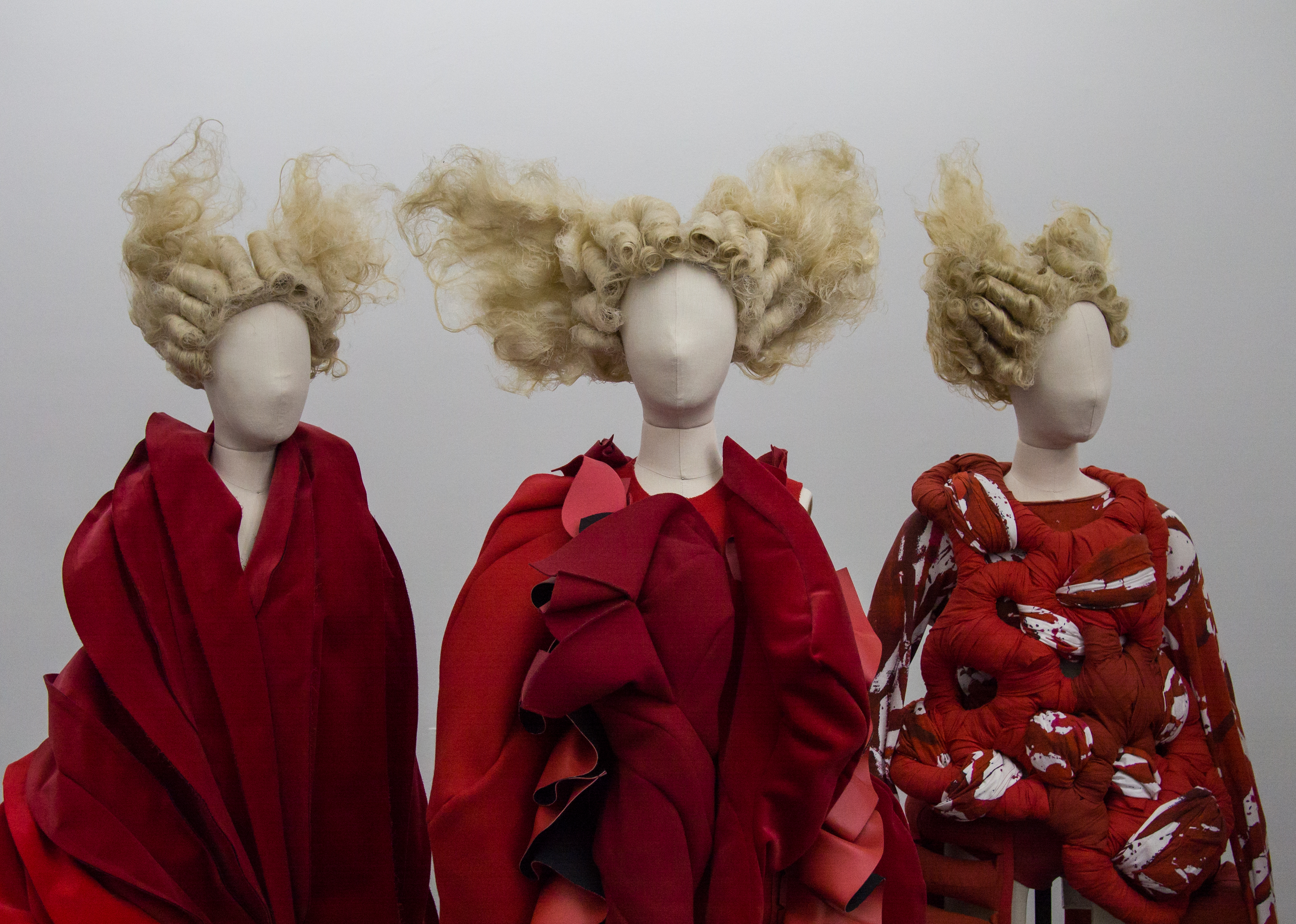
川久保玲

東京にて出生。父親は慶應義塾大学の理事、母親は英語教師（のち離婚)。幼稚舎から慶應義塾で学ぶ。慶應義塾中等部、慶應義塾女子高等学校を経て、慶應義塾大学文学部哲学科美学美術史学専攻を卒業後、株式会社旭化成宣伝部に入社。3年で退職し、フリーランスのスタイリストとなる。
1969年にファッションブランド「コムデギャルソン」(Comme des Garçons、仏:少年のように)を立ち上げ、高級既製服（プレタポルテ、婦人服）の製造・販売を開始。1973年には株式会社コムデギャルソンを設立し、現在も同社社長を務める。1975年、東京コレクション初参加。1981年、パリコレクション初参加。体の線を意識し女性性を謳歌するような西洋のデザインとは全く異なる、川久保の直線的でノンセクシャルな初パリ・コレクションは、ボロ布のようだ、ヒロシマ・シックなどと揶揄されたが、そのアバンギャルドな服作りは、パリのファッション界に大きな衝撃を与えた。
1982年、パリコレで伝説の黒服を発表。パリ・オートクチュールを頂点とする世界のモード界を震撼させた川久保の「黒服、穴あきニット（Hole Sweater）」は「黒の衝撃」と呼称された。世界中のファッション・ジャーナリストが賛否両論書きたて、「西洋の服への冒涜！」とする否定派と「新しい女性の生き方」「新しい美しさの提案」とする賛成派で、国際世論は真っ二つに割れた。黒い穴あきセーターを「スイスチーズ（穴あき）のセーター(Swiss cheese sweaters)」と命名したファッションジャーナリスト（Suzy Menkes氏、I・H・T紙）もいた。川久保の黒い穴あきセーターは、日本でも「カラス族」「ぼろルック」として流行した。
1997年のパリコレクションでは、体に不自然なコブを付けたライン（テーマ：ボディ ミーツ ドレス、ドレス ミーツ ボディ）を打ち出し、体と服の相互の束縛を解き放つという新しいコンセプトで、尖鋭的なデザイナーとしての地位を確立した。
2001年、芸術選奨受賞。2006年から英スピード社と提携しており、同社製高速水着「レーザー・レーサー」の五輪公式デザインも手掛けた。2012年、ファッション界のオスカー賞と称される、米「CFDA（Council of Fashion Designers of America）ファッション アワード（国際賞）」を受賞（69歳）。2017年、ニューヨークのメトロポリタン美術館で「Rei Kawakubo／Comme des Garcons  Art of the In-Between」展を開催。展覧会のレポートや独占インタビュー、作品アーカイブなど、同美術館キュレーターのアンドリュー・ボルトンよって同年5月から9月までの開催期間にコム デ ギャルソンが多角的に展示紹介された。2019年の「イサム・ノグチ賞」を受賞することが判明。ファションの分野からの受賞は初めて。

## 人物
夫は南アフリカ出身であり、コムデギャルソン・インターナショナルのCEOを務める。もともとは日本語とチベット語専攻のため来日。ファッションデザイナーになった実妹の東京でのビジネスを手伝ったのがきっかけで、ファッション業界に関わり、1987年にパリのコムデギャルソンで働いた。1991年に退職して地中海クラブに移ったが、川久保の要請で翌年コムデギャルソンに戻り、川久保と結婚した。インタビューで夫は「皆誤解しているが、彼女は古い木や犬や猫、大粒のダイヤモンドが好きな優しい女性だ」と述べている。

## 賞歴など
- 1983, 1988年 毎日ファッション大賞[13]
- 1991年 ヴーヴ・クリコ・ビジネスウーマン・オブ・ザ・イヤー[14]
- 1993年 フランス 芸術文化勲章シュバリエ受章
- 1997年 英国王立芸術大学名誉博士号
- 2001年 芸術選奨文部科学大臣賞
- 2003年 朝日賞（朝日新聞社）[15]
- 2004年 フランス 国家功労勲章オフィシエ受章
- 2012年 アメリカ CFDA（en:Council of Fashion Designers of America）ファッション アワード（国際賞）[16]
- 2019年 イサム・ノグチ賞[17]
- 2023年 文化功労者[18]

## 年譜
- 1942年、10月11日、東京に生まれる。
- 1960年、17歳〜18歳。慶應義塾大学文学部哲学科入学。
- 1964年、21歳〜22歳。同校卒業後、旭化成入社。宣伝部に配属。
- 1967年、24歳〜25歳。同社を退職し、フリーランスのスタイリストとなる。
- 1968年、25歳〜26歳。広告写真撮影の仕事で必要な洋服（スタイリストとして川久保がイメージした）がどうしても見つからなかったため、仕方なく自分自身の手で洋服を作る。以来ケースバイケースで服作りを始め、スタイリストからデザイナー・パタンナー・縫製・仕上げまで自分自身で手掛けるようになる。
- 1969年、26歳。コムデギャルソンのブランド名で、婦人服の製造・販売を始める。コムデギャルソン（仏語“Comme des Garçons”）は、一般的には「少年のように」と直訳・短訳されるが、実質的な意味は「少年の持つ冒険心」(Avoir un sens de l'aventure comme des garçons,) である。
- 1973年、30歳、株式会社コムデギャルソンを設立。
- 1975年、32歳。コム デ ギャルソン初のショーを東京で開催。コム デ ギャルソン青山店オープン（表参道フロムファースト）。
- 1978年、メンズライン「コム デ ギャルソン オム」（COMME des GARÇONS HOMME）立ち上げ。
- 1981年、38歳〜39歳。フランス・パリでコム デ ギャルソン初のミニショーを開催。「ローブ ド シャンブル コム デ ギャルソン」（robe de chambre Comme des Garçons）立ち上げ。パリ・コレクション初参加。「トリコ コム デ ギャルソン」（tricot COMME des GARÇONS）立ち上げ。
- 1982年、39歳。仏パリに「Comme des Garçons S.A.S」社設立。パリにコムデギャルソンのショップを開店。パリ・コレで穴あき黒服（Hole Sweater）発表。40歳不惑を迎える。
- 1983年、41歳。「コムデギャルソンファニチャー」（家具）を立ち上げ。米ニューヨークにコムデギャルソンのショップを開店。第1回毎日新聞ファッション大賞受賞する。
- 1984年、「コムデギャルソン オム プリュス」（COMME des GARÇONS HOMME PLUS）を立ち上げ。仏パリで本格的な最初のショーを開催。
- 1986年、米ニューヨークに「Comme des Garçons S.A.S」社設立。仏パリでコムデギャルソン写真展「MODE et PHOTO」開催。
- 1987年、45歳。「コムデギャルソン オム ドゥ」（COMME des GARÇONS HOMME DEUX）立ち上げ。「コムデギャルソン ノアール」（COMME des GARÇONS noir）立ち上げ。
- 1988年、コムデギャルソンのブランド誌『Six sense』立ち上げ。「コムデギャルソン シャツ」（COMME des GARÇONS SHIRT）立ち上げ（仏「Comme des Garçons S.A.S」）。
- 1991年、ヨウジヤマモトと合同でメンズコレクション展「6.1 THE MEN」開催（明治神宮水泳場）。
- 1992年、49歳〜50歳。フランス芸術文化勲章（シュバリエ）。イギリス人Adrian Joffe氏と結婚。「ジュンヤワタナベ・コムデギャルソン」（COMME des GARÇONS JUNYA WATANABE）立ち上げ。
- 1993年、「コム デ ギャルソン コム デ ギャルソン」（Comme des Garçons Comme des Garçons）立ち上げ（Comme des Garçons S.A.S）。仏パリに「コムデギャルソン パルファム」（COMME des GARÇONS PARFUMS）（香水）を立ち上げ。
- 1997年、54歳〜55歳。パリコレでコブドレス発表。英国王立芸術大学名誉博士号授与される。
- 1999年、コムデギャルソン丸の内店をオープン。
- 2001年、58歳。「コムデギャルソン ジュンヤ ワタナベ マン」（COMME des GARÇONS JUNYA WATANABE MAN）立ち上げ。芸術選奨文部科学大臣賞を受賞。
- 2002年、59歳、1月12日（土）NHKのドキュメンタリー「世界は彼女の何を評価したのか〜ファッションデザイナー川久保玲の挑戦〜」放映。[19]
- 2002年、59歳〜60歳。「プレイ コムデギャルソン」（PLAY COMME des GARÇONS）立ち上げ。
- 2003年、60歳、朝日賞受賞（朝日新聞社）。
- 2004年、61歳、フランス国家功労勲章受章。
- 2004年、61歳〜62歳。英ロンドンにドーバーストリートマーケット（DOVER STREET MARKET COMME des GARÇONS）オープン。[20]
- 2005年、「タオ コムデギャルソン」（tao COMME des GARÇONS）を立ち上げ。「スピード コムデギャルソン」立ち上げ。「アイ コムデギャルソン ジュンヤ ワタナベ マン」（eYe COMME des GARÇONS JUNYA WATANABE MAN）立ち上げ。
- 2006年、「コムデギャルソン パール」（ジュエリー）を立ち上げ。また当年から英国・スピード社と業務提携し、高速水着「レーザー・レーサー」の五輪公式デザインを手掛ける。
- 2007年、65歳。「ポケット コムデギャルソン」立ち上げ。「ガンリュウ」（GANRYU）立ち上げ。
- 2008年、「ブラック コムデギャルソン」（BLACK COMME des GARÇONS）立ち上げ。
- 2009年、「ザ ビートルズ コムデギャルソン」（The Beatles COMME des GARCONS）立ち上げ。[21]
- 2012年、69歳、ファッション界のオスカー賞と称される、米「CFDA（Council of Fashion Designers of America）ファッション アワード（国際賞）」を受賞。[16]
- 2012年、69歳、東京銀座に「ドーバーストリートマーケット ギンザ コムデギャルソン」（DOVER STREET MARKET GINZA COMME des GARÇONS）オープン。[20]
- 2013年、70歳、2月、エルメスとコムデギャルソンのコラボレーションで、「Comme des Carrés」（コム デ カレ）コレクション発表。[22]
- 2016年、73歳〜74歳（10月）。Avoir un sens de l'aventure comme des garçons, 少年の持つ冒険心 forever and ever!
- 2017年、74歳、5月、NYメトロポリタン美術館で、「Rei Kawakubo／Comme des Garcons  Art of the In-Between」展開催。展覧会のレポートや独占インタビュー、作品アーカイブなど、コム デ ギャルソンを多角的に展示紹介。

## パリコレクション
川久保玲・コム デ ギャルソンのパリ・コレクションでのコレクション発表履歴（タイトル）は以下のとおり。                                                                                                                                                                                                                                                                                     
| 1981-82AW | Pirates                                             |
| 1982SS    | Indigo Dye and Twist                                |
| 1982-83AW | Holes                                               |
| 1983SS    | Patchworks and X                                    |
| 1983-84AW | Gloves,Skirts,Quilted Big Coats                     |
| 1984SS    | Round Rubber                                        |
| 1984-85AW | Twist,Silk+Jersey,Knits(Patchworks)                 |
| 1985SS    | Mud-Dyed                                            |
| 1985-86AW | Dots,Polyester Pleats                               |
| 1986SS    | Bias Cutting                                        |
| 1986-87AW | Bonding                                             |
| 1987SS    | Young Chic,No Shoulder                              |
| 1987-88AW | White Shirt+Pants,Khaki,Lili Marleen                |
| 1988SS    | Frontless,Lame Sequins                              |
| 1988-89AW | Red is Black                                        |
| 1989SS    | Movement                                            |
| 1989-90AW | Liberation from Tailonng(Next New One)              |
| 1990SS    | Refresh the Spirits                                 |
| 1990-91AW | Modern Sweetness                                    |
| 1991SS    | Ink Dye,Stained Glass                               |
| 1991-92AW | Chic Punk                                           |
| 1992SS    | Unfinished                                          |
| 1992-93AW | Lilith                                              |
| 1993SS    | Ultrasimple                                         |
| 1993-94AW | Synergy                                             |
| 1994SS    | Eccentric                                           |
| 1994-95AW | Metamorphosis                                       |
| 1995SS    | Transcending Gender                                 |
| 1995-96AW | Sweeter Than Sweet                                  |
| 1996SS    | Kaleidoscope                                        |
| 1996-97AW | Flowering Clothes                                   |
| 1997SS    | Body Meets Dress－Dress Meets Body                  |
| 1997-98AW | Adult Punk                                          |
| 1998SS    | Clustering Beauty                                   |
| 1998-99AW | Fusion                                              |
| 1999SS    | New Essencial                                       |
| 1999-00AW | Transformed Glamour                                 |
| 2000SS    | Coercion                                            |
| 2000-01AW | Hard and Forceful(Energy)                           |
| 2001SS    | Optical Shock(Volume)                               |
| 2001-02AW | Beyond Taboo                                        |
| 2002SS    | Ethnic Couture(White)                               |
| 2002-03AW | Free Kniting(Freedom of Knits)                      |
| 2003SS    | Extreme Embellishment(Adornment)                    |
| 2003-04AW | Square                                              |
| 2004SS    | Abstract Excellence                                 |
| 2004-05AW | Dark Romance,Which                                  |
| 2005SS    | Ballerina Motorbike                                 |
| 2005-06AW | Broken Bride                                        |
| 2006SS    | Lost Empire                                         |
| 2006-07AW | Persona                                             |
| 2007SS    | Cubisme                                             |
| 2007-08AW | Curiosity                                           |
| 2008SS    | Cacophony                                           |
| 2008-09AW | Bad Taste                                           |
| 2009SS    | Tomorrow's Black                                    |
| 2009-10AW | Wonderland                                          |
| 2010SS    | Adult Delinquent                                    |
| 2010-11AW | Inside Decoration                                   |
| 2011SS    | No Theme(Multiple Personalities,Psychological Fear) |
| 2011-12AW | Hybrid Fashion                                      |
| 2012SS    | White Drama                                         |
| 2012-13AW | 2 Dimensions                                        |
| 2013SS    | Crush                                               |
| 2013-14AW | The Infinity of Tailoring                           |
| 2014SS    | Not Making Clothing                                 |
| 2014-15AW | MONSTER                                             |
| 2015SS    | Blood and Roses                                     |
| 2015-16AW | Ceremony of Separation                              |
| 2016SS    | Blue Witch                                          |
| 2016-17AW | 18th-Century Punk                                   |
| 2017SS    | Invisible Clothes                                   |
| 2017-18AW | The Future of Silhouette                            |